# Zbigniew Głowienka
Zbigniew Władysław Głowienka (ur. 9 września 1951 w Pisarzowicach) – generał broni Wojska Polskiego w stanie spoczynku.

## Życiorys
Zbigniew Władysław Głowienka urodził się 9 września 1951 w Pisarzowicach. W latach 1969–1973 był podchorążym w Wyższej Szkole Oficerskiej Wojsk Zmechanizowanych im. Tadeusza Kościuszki we Wrocławiu, po ukończeniu której otrzymał promocję oficerską i tytuł zawodowy inżyniera. Na pierwsze stanowisko służbowe skierowano go w 1973 do 7 Łużyckiej Dywizji Desantowej, gdzie został dowódcą plutonu desantowego w 35 pułku desantowym w Gdańsku. W 1975 został dowódcą kompanii desantowej. W latach 1977–1980 był słuchaczem Akademii Sztabu Generalnego im. gen. broni Karola Świerczewskiego w Rembertowie, uzyskując tytuł oficera dyplomowanego. Po ukończeniu studiów II stopnia był od 1980 do 1982 szefem sztabu – zastępcą dowódcy 35 pułku desantowego. Następnie dowodził 4 pułkiem desantowym w Lęborku, który w 1986 uzyskał miano Przodującego Oddziału Pomorskiego Okręgu Wojskowego.
W tym samym roku został przeniesiony do 8 Drezdeńskiej Dywizji Zmechanizowanej im. Bartosza Głowackiego w Koszalinie na stanowisko szefa sztabu – zastępcy dowódcy. W 1989 objął dowództwo 7 Łużyckiej Brygady Obrony Wybrzeża w Gdańsku. W latach 1991–1992 był słuchaczem Podyplomowych Studiów Operacyjno-Strategicznych w Akademii Obrony Narodowej w Warszawie. Od 1992 dowodził 8 Drezdeńską Dywizją Zmechanizowaną, którą rok później przemianowano na 8 Bałtycką Dywizję Obrony Wybrzeża. Również w 1993 jednostkę tę wyróżniono Znakiem Honorowym Sił Zbrojnych Rzeczypospolitej Polskiej. Od 1996 rozpoczął służbę w Dowództwie Pomorskiego Okręgu Wojskowego w Bydgoszczy, gdzie początkowo był zastępcą szefa sztabu ds. operacyjnych, a w 1997 został szefem szkolenia – zastępcą dowódcy.
W 2000 wyznaczono go na Szefa Szkolenia Wojsk Lądowych w Warszawie, natomiast w latach 2001-2003 dowodził 1 Korpusem Zmechanizowanym w Bydgoszczy przez cały okres jego istnienia. Następnie był dowódcą Pomorskiego Okręgu Wojskowego. 7 października 2006 został szefem nowo utworzonego Inspektoratu Wsparcia Sił Zbrojnych w Bydgoszczy. Od 26 sierpnia do 1 września 2007 przebywał w rezerwie kadrowej, po czym objął stanowisko dowódcy Śląskiego Okręgu Wojskowego we Wrocławiu. W 2009 przejął dowództwo nad 2 Korpusem Zmechanizowanym w Krakowie.
20 maja 2010 Marszałek Sejmu wykonujący obowiązki Prezydenta Rzeczypospolitej Polskiej, Bronisław Komorowski wyznaczył go na dowódcę Wojsk Lądowych (ze stopniem etatowym stanowiska: generał broni), po gen. dyw. Tadeuszu Buku, który zginął tragicznie 10 kwietnia 2010 w katastrofie polskiego samolotu rządowego Tu-154 w Smoleńsku. Objęcie funkcji dowódcy Wojsk Lądowych (przejęcie od tymczasowo pełniącego obowiązki gen. dyw. Edwarda Gruszki) odbyło się 24 maja 2010 w Dowództwie Wojsk Lądowych w Warszawie, w obecności ministra Bogdana Klicha i gen. Mieczysława Cieniucha.
17 grudnia 2013 roku w Belwederze Prezydent RP Bronisław Komorowski wręczył mu akt zwolnienia ze stanowiska dowódcy Wojsk Lądowych z dniem 1 stycznia 2014 roku.
W lutym 2014 roku zakończył służbę wojskową. Następnie piastował stanowisko dyrektora Departamentu Kontroli Ministerstwa Obrony Narodowej.

## Awanse oficerskie
| - podporucznik – 1973 - porucznik – 1975 - kapitan – 1979 | - major – 1982 - podpułkownik – 1986 - pułkownik – 1989 | - generał brygady – 1994 - generał dywizji – 2001 - generał broni – 2010 |

## Ordery i odznaczenia
- Krzyż Komandorski Orderu Odrodzenia Polski – 2011[10]
- Krzyż Oficerski Orderu Odrodzenia Polski – 2001[11]
- Krzyż Kawalerski Orderu Odrodzenia Polski – 1996[12]
- Złoty Krzyż Zasługi
- Srebrny Krzyż Zasługi
- Złoty Medal za Długoletnią Służbę – 2012[13][14]
- Złoty Medal "Siły Zbrojne w Służbie Ojczyzny"
- Srebrny Medal "Siły Zbrojne w Służbie Ojczyzny"
- Brązowy Medal "Siły Zbrojne w Służbie Ojczyzny"
- Złoty Medal "Za zasługi dla obronności kraju"
- Srebrny Medal "Za zasługi dla obronności kraju"
- Brązowy Medal "Za zasługi dla obronności kraju"
- Odznaka Skoczka Spadochronowego Wojsk Powietrznodesantowych
- Odznaka pamiątkowa Dowództwa Wojsk Lądowych (nr 276) – 2000[15]
- Odznaka pamiątkowa Pomorskiego Okręgu Wojskowego – 2005[16]
- Odznaka pamiątkowa CWMSD – 2013[17]
- Odznaka absolwenta Podyplomowych Studiów Operacyjno-Strategicznych AON
- Odznaka IV Klasy (Brązowa) "Za zasługi dla Związku Żołnierzy Wojska Polskiego" – 2011[18][19]
- Honorowa Odznaka Organizacyjna "Za Zasługi dla Federacji Stowarzyszeń Rezerwistów i Weteranów Sił Zbrojnych RP" – 2013[20][21][22]
- Officier Legii Honorowej – Francja, 2013[23]
- Commander Legii Zasługi – Stany Zjednoczone, 2012[24][25]
- Illinois Military Medal of Merit (Gwardia Narodowa stanu Illinois) – Stany Zjednoczone, 2012[26][27][28]